# Прибыловский, Виктор Александрович
Ви́ктор Алекса́ндрович Прибыло́вский (1919—1973) — советский живописец, лауреат Сталинской премии (1951).

## Биография
Родился 9 октября 1919 года в селе Приволье (ныне Кузоватовский район Ульяновская область) в семье священника местного храма. После смерти отца воспитывался в семье дяди, а в 1932 году Виктор переезжает в Москву и поступает учиться в ФЗУ и одновременно в изостудию ВЦСПС, где ведущими преподавателями были К. Ф. Юон, К. Г. Дорохов, М. Т. Хазанов. На него обратил внимание И. Э. Грабарь, отбиравший талантливых детей в Московский институт изобразительных искусств. На младших курсах института прошёл школу А. В. Лентулова, В. В. Почиталова, Н. П. Ульянова, окончил живописное отделение МГАХИ имени В. И. Сурикова в мастерской И. Э. Грабаря. Дипломной работой стала картина «Н. В. Гоголь в мастерской А. А. Иванова», которую он защитил с отличием в 1948 году. С 1949 года участвовал во всесоюзных художественных, тематических и передвижных выставках советских художников. Произведения представлены в музейных и частных коллекциях. Картина «Власть Советам — мир народам» Д. А. Налбандяна, написанная (1948—1950) в соавторстве с В. Н. Басовым, Н. П. Мещаниновым, М. А. Суздальцевым, В. А. Прибыловским, находится в ГТГ.
Умер в 1973 году.

## Признание
- Сталинская премия второй степени (1951) — за картину «Власть Советам — мир народам» (1950; с коллективом)Почтовая марка СССР, 1955 г. 38-я годовщина Великой Октябрьской революции. «Власть Советам — мир народам».

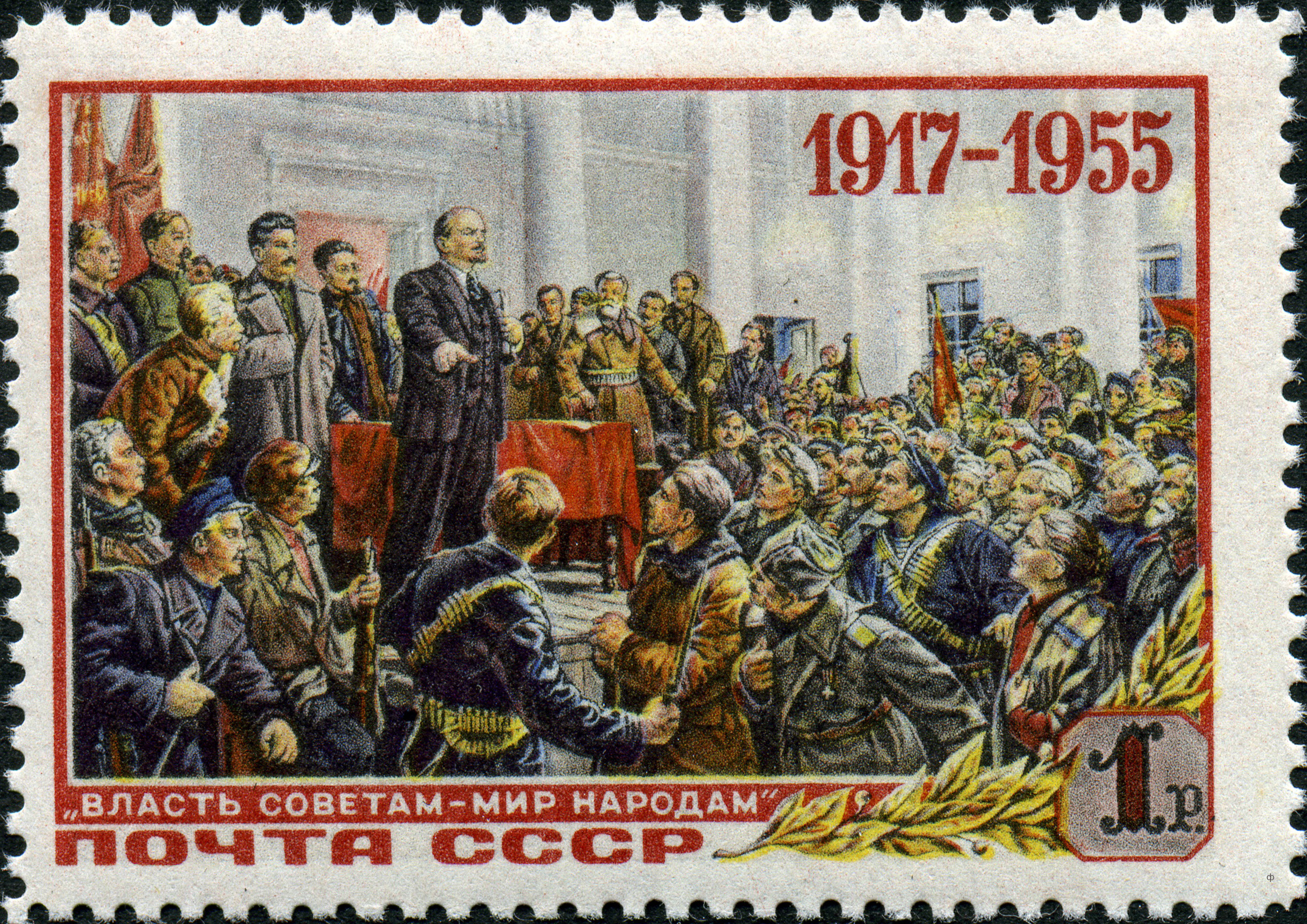
Почтовая марка СССР, 1955 г. 38-я годовщина Великой Октябрьской революции. «Власть Советам — мир народам».